# Eothinia elongata
Eothinia elongata is een raderdiertjessoort uit de familie Notommatidae. De wetenschappelijke naam van deze soort is voor het eerst geldig gepubliceerd in 1832 door Ehrenberg.